# Nîjni Rivni, Ciutove
Nîjni Rivni (în ucraineană Нижні Рівні) este un sat în comuna Cerneakivka din raionul Ciutove, regiunea Poltava, Ucraina.

## Demografie
Componența lingvistică a localității Nîjni Rivni
     Ucraineană (96,17%)
     Rusă (3,83%)
Conform recensământului din 2001, majoritatea populației localității Nîjni Rivni era vorbitoare de ucraineană (96,17%), existând în minoritate și vorbitori de rusă (3,83%).